# Nothing Can Stop the Juggernaut!
Nothing Can Stop the Juggernaut! (рус. Ничто не может остановить Джаггернаута!) — сюжетная арка, написанная Роджером Стерном и изданная компанией Marvel Comics в комиксе The Amazing Spider-Man #229-230 в 1982 году.

## Сюжет
Блек Том Кэссиди приказывает Джаггернауту поймать Мадам Паутину, надеясь на то, что её психические силы помогут им победить Людей Икс. В это время ей приходит видение об их плане, и она сообщает об этом Питеру Паркеру, призывая его остановить Джаггернаута. Человек-паук предпринимает много попыток, но всегда проигрывает ему. Джаггернаут находит Мадам Паутину и отсоединяет её от системы жизнеобеспечения, тем самым чуть не убивая её. В то время как Мадам Паутину отправляют в больницу, Человек-паук вновь пытается остановить Джаггернаута. На этот раз он заманивает его на стройплощадку, где тот попадает в ловушку, застревая в бассейне, заполненном жидким цементом.

## Something Can Stop the Juggernaut
В выпусках The Amazing Spider-Man #627-629 разворачивается сюжетная линия под названием Something Can Stop the Juggernaut (рус. Что-то может остановить Джаггернаута), являющаяся сиквелом Nothing Can Stop the Juggernaut. Арка также написана Роджером Стерном, и в ней Человек-паук опять сражается с Джаггернаутом. Выясняется, что «что-то», что может остановить Джаггернаута — Капитан Вселенная.

## Коллекционные издания
- Сюжетная арка была выпущена в 1989 в качестве отдельной книги под названием The Sensational Spider-Man: Nothing Can Stop the Juggernaut (ISBN 0871355728).
- В 2004 году американский журнал Wizard, специализирующийся на комиксах, выпустил книгу, содержащую в себе 10 лучших историй о Человеке-пауке. Одной из них стала Nothing Can Stop the Juggernaut![2]